# Mole hole

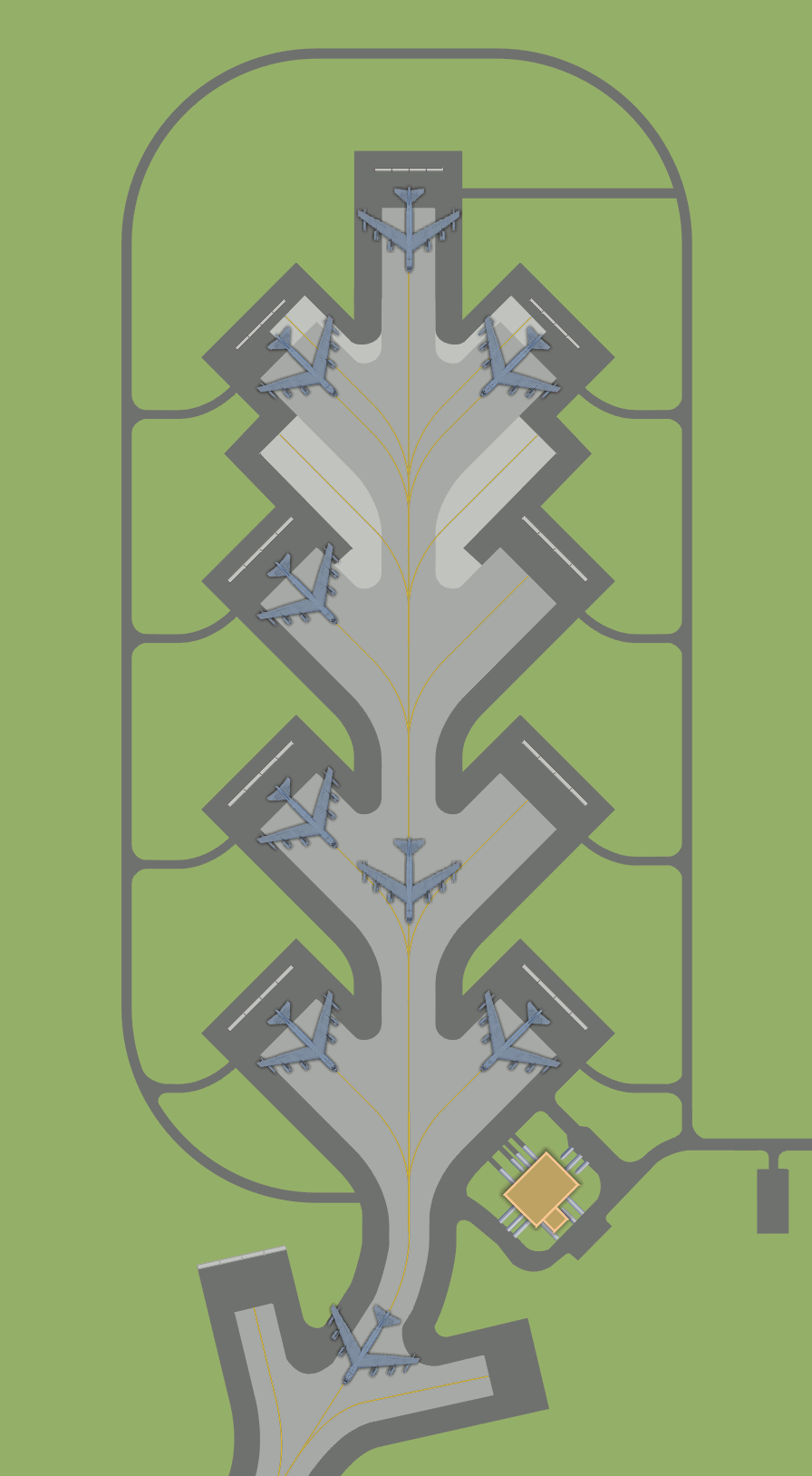
Schéma de la zone Christmas Tree de l'ancienne Glasgow Air Force Base, avec le Mole Hole dans le coin inférieur droit. Des installations presque identiques ont été construites sur de nombreuses autres bases du SAC, telles que Barksdale Air Force Base, Robins Air Force Base et.

Un mole hole (en français : « trou de taupe »), officiellement désigné Readiness Crew Building (RCB), est un type de structure construite par l'US Air Force sur les anciennes bases du Strategic Air Command (SAC) à travers les États-unis dans les années 1950 et 1960. Les RCB sont situés à côté d'une rampe d'alerte, également appelée Christmas tree, où les avions en alerte sont stationnés. Ces avions étaient initialement des Boeing B-47 Stratojet équipés d'armes nucléaires, et accompagnés d'appareils de ravitaillement Boeing KC-97 Stratofreighter. Lorsque le SAC met en service de nouveaux bombardiers et avions ravitailleurs, les B-47 et KC-97 sont remplacés par les bombardiers Boeing B-52 Stratofortress, Convair B-58 Hustler, General Dynamics FB-111 et Rockwell B-1 Lancer, accompagnés d'appareils de ravitaillement Boeing KC-135 Stratotanker et McDonnell Douglas KC-10 Extender.

## Historique
En raison du fait que les avions stationnés sur les Christmas tree sont en alerte d'alerte permanente, le Strategic Air Command a intégré le besoin de construire des bâtiments spécialisés pour accueillir les équipages en rotation, lorsqu'ils sont en période d'alerte. En 1958, Leo A Daly (en), un architecte d'Omaha, est embauché pour concevoir des bâtiments pouvant accueillir respectivement 70, 100 et 150 hommes. Ces structures standardisées seront surnommées mole hole (en français: « trou de taupe ») en raison du fait que les équipages qui doivent se précipiter sur le Christmas tree lorsqu'une alerte retentit le font en empruntant des tunnels de tôle ondulée reliés au niveau inférieur du bâtiment. Les bâtiments renforcés en béton épais abritent les équipages, des salles de bains, une salle de briefing, des dortoirs, une cuisine et une salle à manger,. Étant donné que les équipages sont généralement en alerte durant des rotations de sept jours, certaines installations incorporeront par la suite des installations sportives extérieures sur place, telles que des terrains de baseball, des piscines, des aires de pique-nique où les familles peuvent rendre visite aux membres d'équipage en alerte.
Les équipages en alerte effectuent généralement des rotations de sept jours sur une période de 21 jours. Pendant leur alerte, ils n'effectuent aucune mission d'entraînement, car ils doivent être en permanence prêts pour un déclenchement opérationnel, en cas de frappe nucléaire.
Lors d'une départ sur alerte, les équipages et les personnels au sol se précipitent vers le Christmas-tree, où ils se rendent à pied ou avec des véhicules jusqu'aux bombardiers d'alerte et aux avions ravitailleurs. Une fois tous les moteurs démarrés, les appareils effectuent une elephant walk jusqu'à la piste pour effectuer un décollage à intervalle minimum (en).
Onze installations pouvant accueillir 150 personnes sont tout d'abord construites. Celles-ci sont complétés par dix installations supplémentaires pour loger 100 hommes et 45 installations pour loger 70 hommes, sur un total de 65 bases du SAC, d'autres bases de l'USAF où une unité du SAC est basée, et des bases de l'Aviation royale canadienne où une unité du SAC est présente. Les installations remplacent diverses installations qui abritaient auparavant les membres d'équipage, y compris des caravanes qui se trouvaient à côté de l'avion.

## Installations

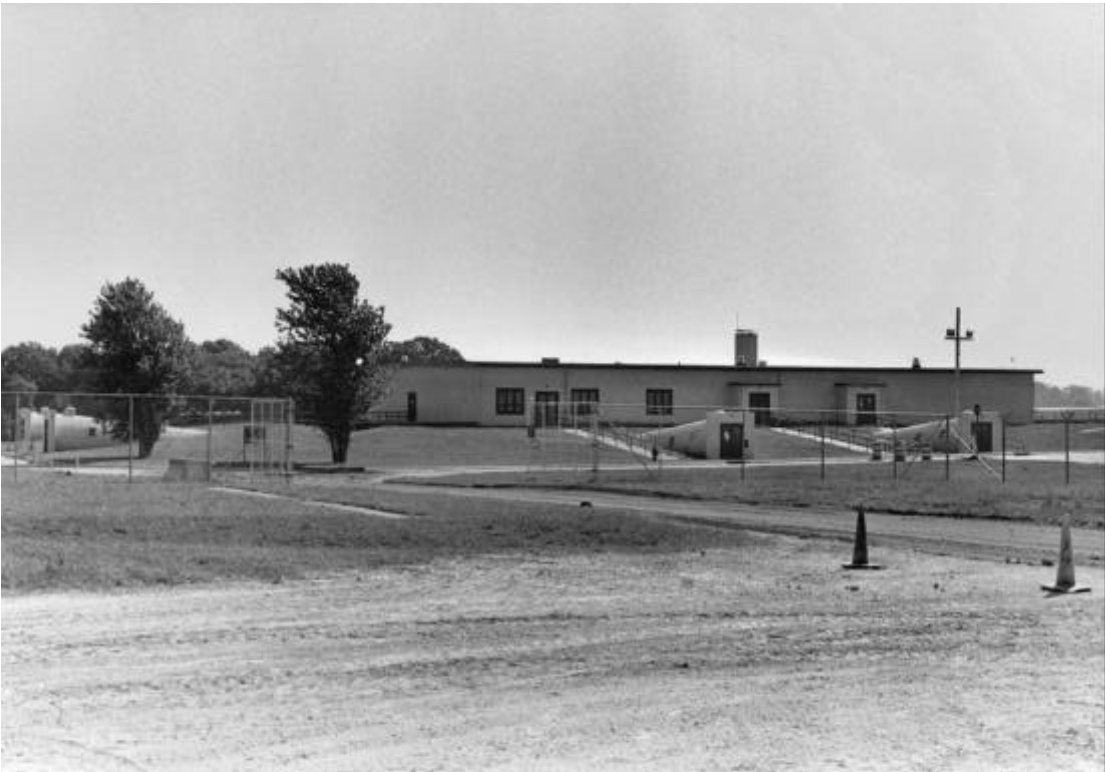
Mole hole permettant d'héberger 150 personnes sur la Whiteman Air Force Base dans le Missouri. Les tunnels en acier ondulé à l'avant et sur le côté du bâtiment permettent une sortie rapide du personnel en cas d'alerte.

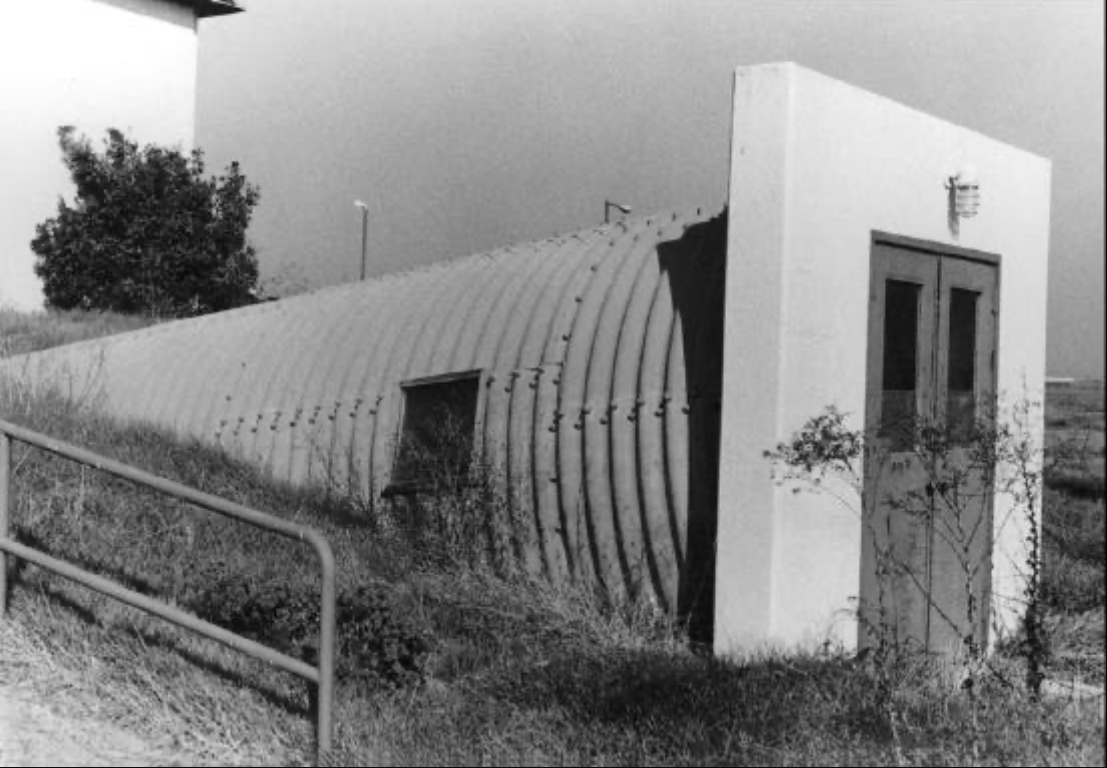
Tunnel en acier ondulé menant au complexe de logements.

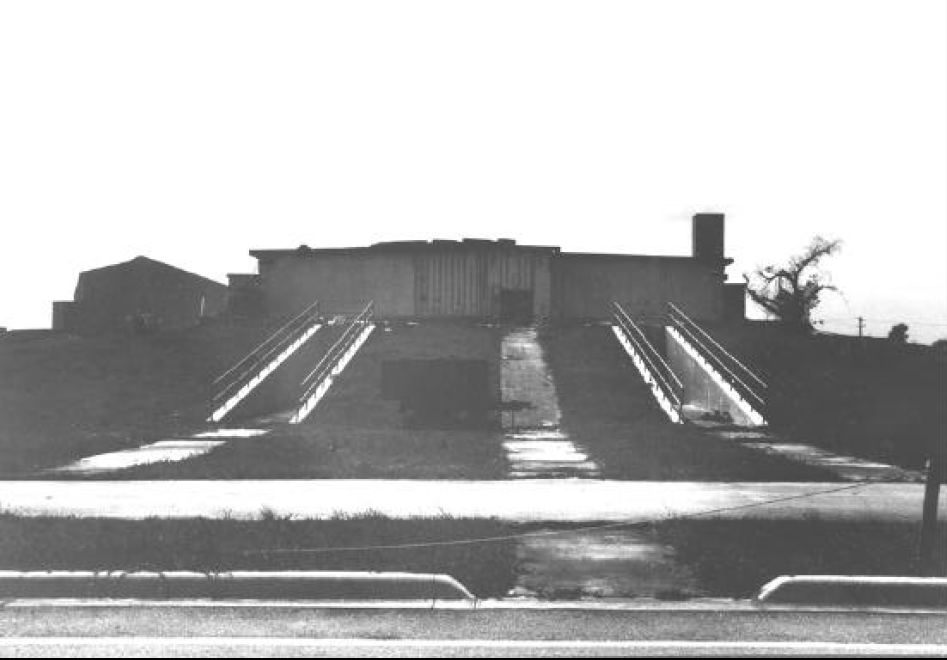
Tous les RCB n'étaient pas enterrés. Cet exemple, vu sur Homestead Air Reserve Base, montre que dans certains cas, des facteurs externes ont forcé l'armée à modifier ses plans pour s'adapter aux restrictions locales. Dans ce cas, le bâtiment a été construit entièrement au-dessus du sol, puis le rez-de-chaussée a été protégé par une berme en terre. Les sorties du premier étage, plutôt que d'être tunnelisées, sont simplement des tranchées en béton.

Des mole hole conçus pour accueillir 150 aviateurs sont situés dans les bases aériennes suivantes :
- Bunker Hill Air Force Base (en)
- Forbes Air Force Base (en)
- Hunter Air Force Base (en)
- Lincoln Air Force Base (en)
- Lockbourne Air Force Base (en)

- Malmstrom Air Force Base
- Mountain Home Air Force Base
- Pease Air Force Base (en)
- Plattsburgh Air Force Base (en)
- R.I. Bong Air Force Base (en)
- Whiteman Air Force Base

Des mole hole conçus pour accueillir 100 aviateurs sont situés dans les bases aériennes suivantes :
- Chennault Air Force Base (en)
- Clinton County Air Force Base (en)
- Davis-Monthan Air Force Base
- Dyess Air Force Base
- Homestead Air Force Base
- Little Rock Air Force Base (en)
- MacDill Air Force Base
- March Air Force Base
- McCoy Air Force Base (en)
- Selfridge Air Force Base (en)
- Ernest Harmon Air Force Base

Des mole hole conçus pour accueillir 70 aviateurs sont situés dans les bases aériennes suivantes :
- Altus Air Force Base
- Amarillo Air Force Base (en)
- Barksdale Air Force Base
- Beale Air Force Base
- Bergstrom Air Force Base
- Biggs Air Force Base (en)
- Blytheville Air Force Base (en)
- Carswell Air Force Base
- Castle Air Force Base
- Clinton-Sherman Air Force Base (en)
- Columbus Air Force Base
- Dow Air Force Base (en)
- Dover Air Force Base
- Eglin Air Force Base
- Ellsworth Air Force Base
- Fairchild Air Force Base
- Glasgow Air Force Base
- Grand Forks Air Force Base
- Griffiss Air Force Base (en)
- Kinross Air Force Base (en)
- K.I. Sawyer Air Force Base (en)
- Larson Air Force Base
- Loring Air Force Base
- Mather Air Force Base
- McChord Air Force Base
- McGuire Air Force Base
- Minot Air Force Base
- Otis Air Force Base
- Ramey Air Force Base (en)
- Robins Air Force Base
- Schilling Air Force Base (en)
- Seymour-Johnson Air Force Base (en)
- Sheppard Air Force Base
- Travis Air Force Base
- Turner Air Force Base (en)
- Walker Air Force Base
- Westover Air Force Base
- Wright-Patterson Air Force Base
- Wurtsmith Air Force Base (en)

En plus des bases de l'US Air Force énumérées ci-dessus, des mole hole conçus pour accueillir 70 aviateurs sont également exploités sur les bases suivantes de l'Aviation royale canadienne :
- Goose Bay
- Cold Lake
- Churchill (en)
- Namao
- Frobisher Bay (en)